# Gigantodax bonorinorus
Gigantodax bonorinorus är en tvåvingeart som beskrevs av Coscaron och Wygodzinksy 1962. Gigantodax bonorinorus ingår i släktet Gigantodax och familjen knott. Inga underarter finns listade i Catalogue of Life.